# Body and Soul (chanson)
Pour les articles homonymes, voir Body and Soul.
Body and Soul est une chanson populaire écrite en 1930 par Edward Heyman, Robert Sour, Frank Eyton et Johnny Green. Libby Holman l'introduisit dans sa revue Three's a Crowd et elle est utilisée dans le film Sang et Or (Body and Soul). Body and Soul est devenue un standard de jazz avec des centaines de versions enregistrées par des dizaines d’artistes, en particulier Ella Fitzgerald, Billie Holiday et Frank Sinatra.

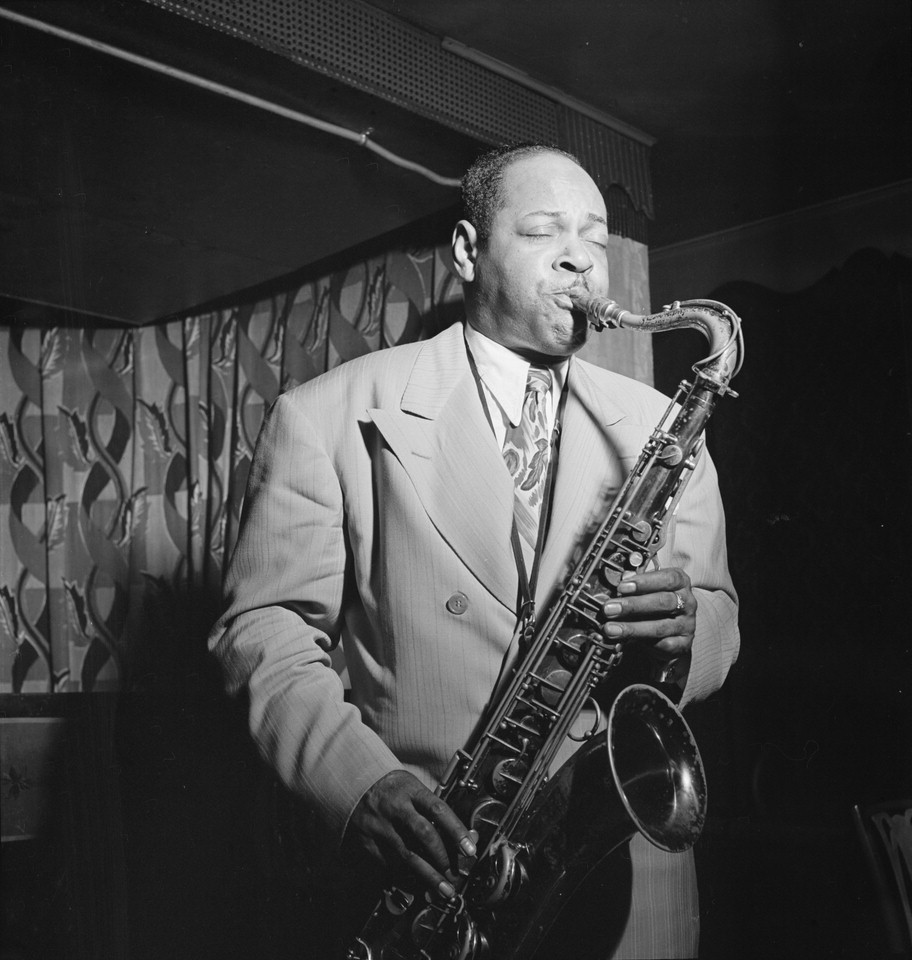
Coleman Hawkins

Le saxophoniste ténor de jazz Coleman Hawkins en a enregistré une version emblématique le 11 octobre 1939, considérée comme l’un de ses plus grands solos,.